# Malung
Malung è una cittadina della Svezia centrale, capoluogo del comune di Malung-Sälen, nella contea di Dalarna; nel 2005 aveva una popolazione di 5 146 abitanti, su un'area di 9,42 km².